# 사광 (삼국지)
사광(士匡, ? ~ ?)는 동오의 인물로, 창오군 광신현(廣信縣) 사람이다. 합포태수 사일의 아들이다.

## 생애
사촌 사휘(士徽) 등이 손권(孫權)에 대항하여 반란을 일으켰을 때 가담하지 않았다. 평소 친분이 있었던 여대(呂岱)의 부탁으로 이들을 설득하여 항복하도록 하였다. 다음날 모두 처형당하였다. 사광 자신은 여대의 탄원과 사휘 등에게 항복하도록 설득한 공적으로 인하여 처형되지는 않았고, 관직이 박탈되어 서민으로 강등되었다.